# Валутна кошница
Валутната кошница е портфейл от избрани валути с различна стойност. Валутната кошница се използва за намаляване риска от колебания във валутните курсове. Пример за валутна кошница е Европейската валутна единица, използвана в Европейската общност като отчетна единица преди да бъде замененена от еврото. Друг пример са Специалните права на тираж, създадени от Международния валутен фонд.